# 그 여름, 가장 차가웠던
《그 여름, 가장 차가웠던》(중국어: 少女佳禾, 영어: Summer Is the Coldest Season)는 2019년에 개봉한 중국의 드라마 영화이다.
 주순이 감독을 맡았다.
 대한민국은 2021년 6월 17일에 개봉되었다.

## 출연진
- 등은희 - 자허 역
- 이감 - 유레이 역
- 오국화 - 리대력 역
- 이의신
- 이연
- 장가문
- 왕재진

## 수상
- 2020년 제22회 서울국제여성영화제 수상 발견 - 감독상 (주순)
- 2020년 제44회 홍콩 국제 영화제 후보 영시네마 경쟁